# Cingilia
Cingilia là một chi bướm đêm thuộc họ Geometridae.

## Các loài
- Cingilia catenaria (Drury, 1773)